# St.-Annen-Kirche (Bad Münder am Deister)

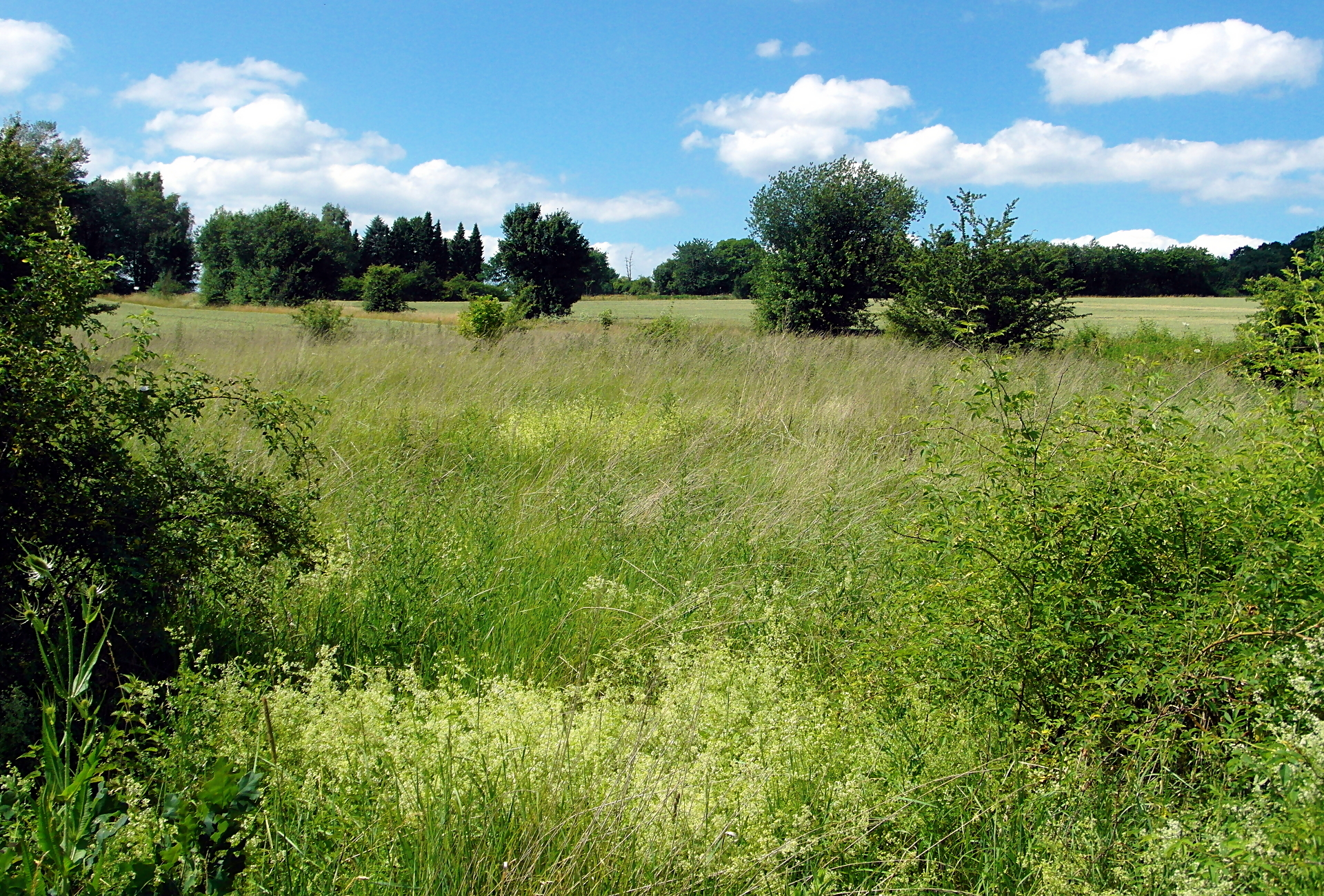
Standort der St.-Annen-Kirche (2017)

Die St.-Annen-Kirche ist eine als Bodendenkmal erhaltene ehemalige Kirche und einstmaliges Wallfahrtsziel bei Bad Münder am Deister.

## Lage
Die St.-Annen-Kirche stand etwa eineinhalb Kilometer östlich von Bad Münder an der Nordseite der Landesstraße 421 durch die Deisterpforte zum fünf Kilometer entfernten Springe. Das Grundstück liegt am Rand eines leicht ansteigenden Hanges; etwa einen Kilometer nördlich verläuft der Südrand des Deisters. Seit ihrer archäologischen Erkundung liegt die Fläche brach.

## Geschichte
Ein als „wundertätig“ geltender Bildstock, ein geschnitztes Holzbild der Heiligen Anna, an der Landstraße zwischen Münder und Springe wurde zu einem unbekannten Zeitpunkt, wohl im 15. Jahrhundert, zum Wallfahrtsziel. Zwei um 1900 durch Heimatforscher gesammelte Sagen berichten zudem von der archäologisch nicht bestätigten Existenz einer „wundertätigen“ Heilquelle. Aus Spenden der Gläubigen wurde in unmittelbarer Nähe eine Kirche errichtet. Nach deren Fertigstellung und Weihe sowie der kirchlichen Bestätigung der Wallfahrt fand am 26. Juli 1506, dem St.-Annen-Tag, die erste offizielle Wallfahrt statt. Als Votivgaben hinterließen die Pilger zahlreiche Krücken und Stöcke. Die Opfergaben der zahlreichen Gläubigen ermöglichten den Kirchenvorstehern bereits im Jahr 1514, Herzog Erich I. einen Kredit von 7200 Gulden zu geben. Ein Krug bei der Kirche erhielt am 31. Oktober 1516 das Schankrecht. Sankt Annen bei Münder zog fast täglich Wallfahrer auch aus fremden Ländern an.
Im später verfassten Rückblick eines evangelischen Pfarrers war der hier jährlich am Annentag gehaltene Jahrmarkt Anlass für heftige Ausschweifungen.

Während der Reformation im Fürstentum Calenberg ordnete im Jahr 1542 Herzogin Elisabeth an: 

„Sonderlich sal die abgotterei … zu S. Annen vor Munder abgeschaft und was von silber; cleinoden und sonst von eisen und wachs daselbst furhanden, inventirt und bewarlich bis auf weiter bescheit hingehalten werden.“

 Zudem sollten aus allen Klöstern, Stiften und Kirchen die vorhandenen Reliquien entfernt und begraben werden.
Herzog Julius erlaubte im Jahr 1591 dem Rat der Stadt Münder den Abbruch der St.-Annen-Kirche zur Gewinnung von Baumaterial für eine Pastorenwohnung. Das übrige Material und der etwa 1,5 Morgen große Kirchhof sollten der Petri-Pauli-Kirche zugutekommen. Seit dem Abbruch der Kirche diente das Gelände als Acker- und Weideland.

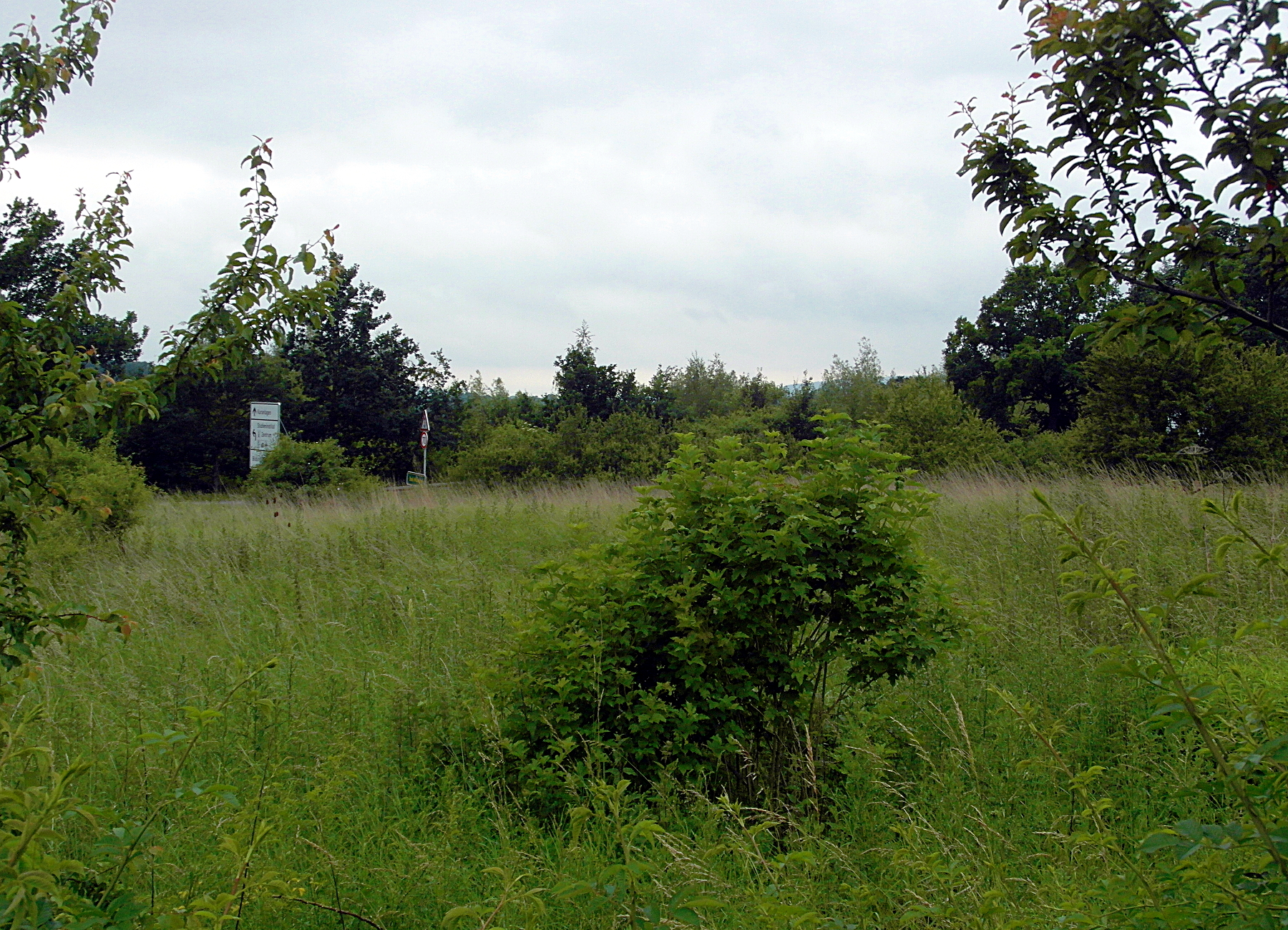
Blick über den Standort von Kirchhof und St.-Annen-Kirche in Richtung der Landesstraße 421

## Ausgrabung
Die Lage und Bedeutung der St. Annen-Kirche geriet trotz zuweilen aufgepflügter Ziegel- und Mauerreste in Vergessenheit. In den 1990er Jahren war das Gelände als Teil eines später nicht verwirklichten Bauprojekts „Deisterpark“ ausgewiesen. Im Dezember 1997 wurde der genaue Standort der vermuteten kleinen Kapelle durch eine geophysikalische Vermessung erkundet, in deren Folge die Kirchenfundamente 1998 zum Bodendenkmal erklärt wurden. Ein Team mit Grabungstechnikern der Bezirksregierung Hannover legte im Oktober 1999 bei der bislang größten archäologischen Ausgrabung in Bad Münder einen wesentlichen Teil der Fundamente zur Untersuchung vorübergehend frei. Nördlich der Kirche wurden dabei auch die schmaleren Fundamentreste weiterer Gebäude, möglicherweise des Krugs oder einer Pilgerherberge, gefunden.
Das etwa 27 m lange und 12 m (mit der Sakristei im Nordosten 15,5 m) breite Schiff der spätgotischen Kirche wurde von zwölf Strebepfeilern gestützt. Der Innenraum der St.-Annen-Kirche war etwa 23,5 m lang und 8,5 m breit. Die Grundmauern sind 1,6 bis 1,8 m stark. Bei der Ausgrabung wurden keine Spuren eines separaten Kirchturms gefunden. Scherbenfunde zeigen, dass die Fenster verglast waren. Die Hauptachse des Gebäudes weicht um 12 Grad von der üblichen Ost-West-Richtung ab. Sie weist damit auf den Turm der Petri-Pauli-Kirche im Zentrum Bad Münders.

## Sonstiges
Der zeitgenössische Historiker Johannes Letzner schrieb in seiner Chronik, ein gewisser Hans Doerenberg habe in Hildesheim ein Annen-Bild mit ausgehöhltem Kopf schnitzen lassen. Das darin in einer Pfanne befindliche Öl sei bei Erwärmung durch die Augen der Figur ausgetreten. Doerenberg stellte das Bild an der Straße auf und veranlasste die Leute erfolgreich zu Opfergaben. Unterstützt durch die örtlichen Priester habe er dann den Bau der Kapelle begonnen. Alte Erzählungen berichten außerdem von einem bisher nicht gefundenen Pilgerschatz.